# Терек-Суу (Нарынская область)
Терек-Суу (кирг. Терек-Суу) — село в Ат-Башинском районе Нарынской области Киргизской республики. Входит в состав Ак-Талинского аильного округа.
Расположено в высокогорной зоне Кыргызстана.
По переписи населения в 2009 году в селе проживало 1708 человек.
Ранее Семиреченская область, Туркестанская АССР, РСФСР.

## Известные уроженцы
- Анварбек Чортеков (1920—1989) — Герой Советского Союза.
- Базаркул Матай уулу (1865—1905)